# Жак Делор
Жак Делор (на френски: Jacques Delors) е френски икономист и политик от Социалистическата партия. Финансов министър е през първите години от управлението на Франсоа Митеран (1981-1983).
Делор е първият човек, който е имал 2 мандата като председател на Европейската комисия (1985-1995). Под негово ръководство Европейската икономическа общност (ЕИО) постига значителни интеграционни успехи по програмата за създаване на общ пазар, но от друга страна Маастрихтският договор е посрещнат враждебно в определени части от ЕИО.
Жак Делор е баща на Мартин Обри (р. 1950), която понастоящем е лидер на Социалистическата партия.